# Prêmio EMS
O Prêmio EMS (em inglês:  EMS-Prize) da European Mathematical Society (EMS) é concedido a cada quatro anos no Congresso Europeu de Matemática, destinado a jovens matemáticos com idade inferior a 36 anos. Dotado com 5000 Euro, foi concedido a primeira vez em Paris, em 1992.

## Laureados
1992 - Paris:
- Richard Borcherds ( Reino Unido)
- Jens Franke ( Alemanha)
- Alexander Goncharov ( Rússia)
- Maxim Kontsevich ( Rússia)
- François Labourie ( França)
- Tomasz Łuczak ( Polônia)
- Stefan Müller ( Alemanha)
- Vladimír Šverák ( Tchecoslováquia)
- Gábor Tardos ( Hungria)
- Claire Voisin ( França)

1996 - Budapeste:
- Alexis Bonnet ( França)
- William Timothy Gowers ( Reino Unido)
- Annette Huber-Klawitter ( Alemanha)
- Aise Johan de Jong ( Países Baixos)
- Dmitri Kramkow ( Rússia)
- Jiří Matoušek ( República Tcheca)
- Loïc Merel ( França)
- Grigori Perelman ( Rússia) (recusado)
- Ricardo Pérez-Marco ( Espanha/ França)
- Leonid Polterovich ( Rússia/ Israel)

2000 - Barcelona:
- Semyon Alesker ( Israel)
- Raphaël Cerf ( França)
- Dennis Gaitsgory ( Estados Unidos)
- Emmanuel Grenier ( França)
- Dominic Joyce ( Reino Unido)
- Vincent Lafforgue ( França)
- Michael McQuillan ( Reino Unido)
- Stefan Nemirovski ( Rússia)
- Paul Seidel ( França)
- Wendelin Werner ( França)

2004 - Estocolmo:
- Franck Barthe ( França)
- Stefano Bianchini ( Itália)
- Paul Biran ( Israel)
- Elon Lindenstrauss ( Israel)
- Andrei Okounkov ( Rússia)
- Sylvia Serfaty ( França)
- Stanislav Smirnov ( Rússia)
- Xavier Tolsa ( Espanha)
- Warwick Tucker ( Austrália/ Suíça )
- Otmar Venjakob ( Alemanha)

2008 - Amsterdam:
- Artur Avila ( Brasil)
- Alexei Borodin ( Rússia)
- Ben Green ( Reino Unido)
- Olga Holtz ( Rússia)
- Boáz Klartag ( Israel)
- Alexander Kusnezow ( Rússia)
- Assaf Naor (Tschechien,  Israel)
- Laure Saint-Raymond ( França)
- Agata Smoktunowicz ( Polônia)
- Cédric Villani ( França)

2012 - Cracóvia:
- Simon Brendle ( Alemanha)
- Emmanuel Breuillard ( França)
- Alessio Figalli ( Itália)
- Adrian Ioana ( Roménia Romênia)
- Mathieu Lewin ( França)
- Ciprian Manolescu ( Roménia Romênia)
- Grégory Miermont ( França)
- Sophie Morel ( França)
- Tom Sanders ( Reino Unido)
- Corinna Ulcigrai ( Itália)